# Mihály Kovács
Mihály Kovács, madžarski rokometaš, * 1957.
Leta 1988 je na poletnih olimpijskih igrah v Seulu v sestavi madžarske rokometne reprezentance osvojil 4. mesto.